# 分子伴侣

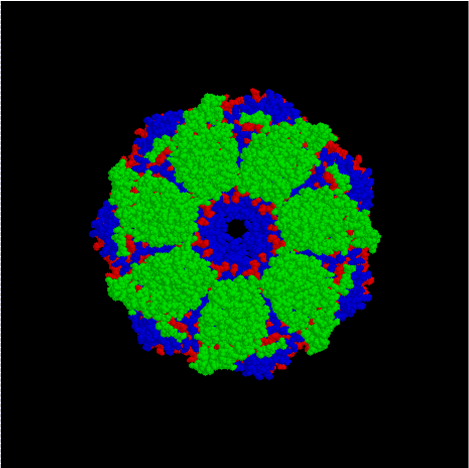
图1：细菌的GroES/GroEL分子伴侣复合体俯视图

分子伴侣（英語：chaperone，molecular chaperone）又译侣伴蛋白、伴護蛋白、分子伴護蛋白，是一类协助细胞内分子组装和协助蛋白质折叠的蛋白质。利用ATP协助蛋白质折叠，只是一部分分子伴侣的功能；分子伴侣如 Asf1 者，能在细胞分裂过程中提升DNA解螺旋酶的活性并且将母链的组蛋白传递到子链。
分子伴侣与伴侣素（chaperonin）不同，后者只是分子伴侣中的一种，前者還包括热休克蛋白 Hsp60 和 Hsp10 两个家族。

## 生理功能
虽然蛋白质的三维结构是由它自身的氨基酸序列决定的，但并非所有蛋白质都能自然折叠到其自然状态（native status，即蛋白质能发挥其功能的最终状态），很多蛋白质的折叠或者是在高温失活后（即所谓的热休克，heat shock），都通常需要分子伴侣的协助达到或恢复到其自然状态。其实，分子伴侣并不是只在热休克时才出现的，它们一直存在于细胞内。蛋白质在折叠时，总体来说是朝着降低能量的方向进行的。不过有时候它会进入所谓的“能井”中（见图2 （页面存档备份，存于））。这些状态并非其能量最低状态，但是蛋白质却因为缺乏外源能量而不能越出能井，或者是要很长的时间才能做到。这时分子伴侣会发挥其作用，帮助蛋白质折叠回正确状态并加速这一过程。从另一个角度看，所有的分子伴侣都能识别疏水性区域。因为自然状态下的蛋白质会隐藏其疏水性区域，只有在不正确折叠的情况下才暴露出这些区域。分子伴侣便依靠疏水性作用与其底物结合，发挥作用。
而分子伴侣Asf1则有着另外的功能。法国一个由Genevieve Almouzni带领的研究小组通过遏制该蛋白，使用细胞分裂抑制剂和添加过量的组蛋白来研究该分子伴侣的功能。他们发现，如果细胞内该蛋白被遏制，细胞周期会停滞于S期。不过DNA复制的起始无碍，而复制的过程也不会受到任何检查点（checkpoint）的阻挠。该小组人员怀疑该蛋白和解螺旋酶的活性有关。当Asf1不存在时，解螺旋酶功能失常。当细胞受到分裂抑制剂处理后，细胞分裂停止，而Asf1的含量也上升。另外，当细胞内被人工添加过量的组蛋白时，Asf1因忙于接载这些外源的组蛋白而不能处理母链上的组蛋白，细胞周期因此而停止。因此研究人员推测，Asf1传递母链上的组蛋白到子链，完成染色质的组装。

## 主要分子伴侣家族
分子伴侣中很大一部分是热休克蛋白（反过来也未必成立，就是说，并非所有热休克蛋白都是分子伴侣）。这些蛋白在所谓的压力源的刺激下，如高温，葡萄糖供应不足，身体受到感染和癌症被激活。下面根据Ranford, J.C. et al.列出主要的分子伴侣。
| 家族         | 功能                                                                                 |
| ------------ | ------------------------------------------------------------------------------------ |
| 伴侣素10     | 伴侣素60的辅助伴侣素，帮助Hsp60的底物折叠以利于其与Hsp60结合。                       |
| 小热休克蛋白 | 包括多种蛋白质，依靠ATP发挥其功能，与非自然态蛋白质结合。                            |
| Hsp40        | 辅助伴侣素，调节Hsp70的活性。不过其中一些能与非自然态蛋白质结合。                    |
| Hsp60        | 通过ATP帮助15-30%的细胞蛋白质进行折叠。                                              |
| Hsp70        | 防止未折叠的多肽链粘连聚集，解聚多叠体蛋白质，参与蛋白质运输，调节热休克应答。       |
| Hsp90        | 与一些激酶和类固醇受体一同作用于信号传导通路，也可能会发挥一些“典型”分子伴侣的作用。 |
| Hsp100       | 解聚蛋白质多叠体和聚集体。                                                           |
| Hsp110       | 与Hsp70高度同源，功能未知。                                                          |

## 备注
1. ↑  英文单词 chaperone 原意是指伴護（英语：Chaperone (social)），即负责监管、教育年轻未婚少女的行为的老年婦女[2]。